# Woldemar Lippert
Woldemar Lippert (ur. 17 października 1861 w Dreźnie, zm. 10 czerwca 1937 w Radebeul) – niemiecki archiwista i historyk.

## Piśmiennictwo
- Sylwia Kocioł: Woldemar Lippert (1861-1937). Rocznik Lubuski. Tom XXVII, Cz. II, 2001, p. 161-162, ISSN 0485-3083